# 巴斯叙勒吕
吕河畔巴斯（法語：Basse-sur-le-Rupt，法語發音：[bas syʁ lə ʁy] ⓘ）是法国大東部大區孚日省的一个市镇，属于埃皮纳勒区。

## 地理
巴斯叙勒吕（47°59'19"N, 6°46'2"E）面积13.73 平方千米，位于法国大東部大區孚日省，该省份为法国东北部内陆省份，北起默兹省和默尔特-摩泽尔省，西接上马恩省，南至上索恩省和贝尔福地区省，东临上莱茵省和下莱茵省。
与巴斯叙勒吕接壤的市镇（或旧市镇、城区）包括：热尔巴蒙、蒂耶福斯、瓦涅、罗谢松、科尔尼蒙、莫斯洛特河畔索尔叙尔。
巴斯叙勒吕的时区为UTC+01:00、UTC+02:00（夏令时）。

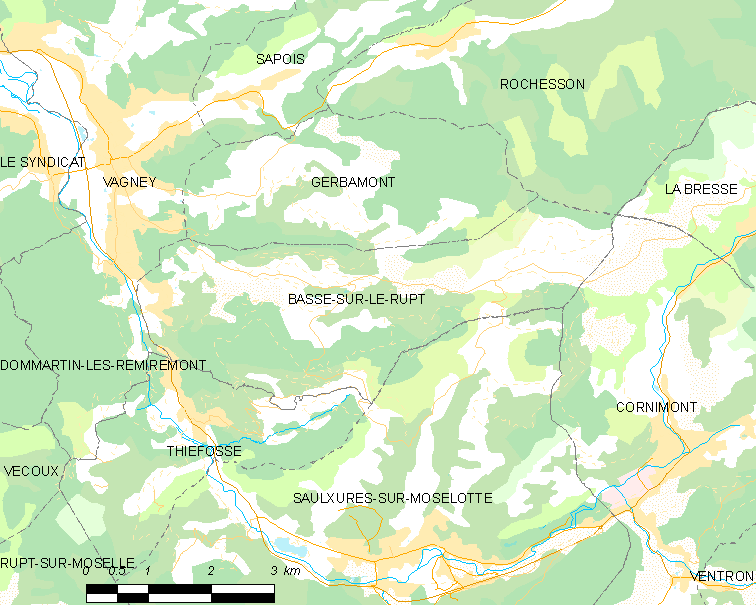
巴斯叙勒吕的OSM定位图

## 行政
巴斯叙勒吕的邮政编码为88120，INSEE市镇编码为88037。

## 政治
巴斯叙勒吕所属的省级选区为拉布雷斯县。

## 人口

1962-2008年间巴斯叙勒吕人口变化图示

巴斯叙勒吕于2022年1月1日时的人口数量为854人。